# Tarponartade fiskar
Tarponartade fiskar (Elopiformes) är en ordning i underklassen strålfeniga fiskar. Fiskarnas larv är liksom hos ålartade fiskar och piggålsartade fiskar genomskinlig och alla tre ordningar tillsammans bildar ett taxon, Elopomorpha.
Ordningen är en ganska gammal djurgrupp. De äldsta kända fossilen från Europa, Asien och Afrika dateras till yngre jura.

## Utseende
Dessa fiskar är jämförelsevis smala med stora öppningar för gälarna. Deras fjäll består av benplattor som är täckt av överhud. Käkarna är antingen lika långa eller underkäken är något längre.

## Systematik
Ordningen utgörs av två familjer med tillsammans nio arter.
- Tiopundare (Elopidae), 7 arter
- Tarponfiskar (Megalopidae), 2 arter

### Webbkällor
- Elopiformes på FishBase (engelska)